# Rise, Krokoms kommun
Rise (jämtska: Riis) är en by som sedan 2020 räknas som en småort i Offerdals distrikt (Offerdals socken) i Krokoms kommun, Jämtlands län (Jämtland). Byn, som ligger längs länsväg 677 mellan Tulleråsen och Änge, omnämns första gången år 1420 då en paedher j riisom omtalas. 
Byn har ett omfattande jordbruk med förhållandevis stora bondgårdar. Byns åkrar ligger söder om Risberget, vilket ger skydd för nordanvinden och samlar värme som skydd mot nattfrosten på hösten. Rise och andra delar av centrala Offerdal har bidragit till att göra Offerdal känt som en av Jämtlands kornbodar. 
Till Risbygden räknas även byarna Kläppen och Flatnor. Flatnor (Flatmon) omtalas år 1448, då en bonde med namnet siwrd (Sjul) bodde där. I Kläppen fanns tidigare bl.a. en skola.